# مونتی وولی
مونتی وولی (انگلیسی: Monty Woolley؛ زاده ۱۷ اوت ۱۸۸۸ درگذشته ۶ مهٔ ۱۹۶۳) یک هنرپیشه اهل ایالات متحده آمریکا بود.
از فیلم‌ها یا مجموعه‌های تلویزیونی که وی در آن‌ها نقش داشته است می‌توان به به دلت بد نیار اشاره نمود.